# Домалевский, Пётр
Петр Домалевский пол. Piotr Domalewski; род. 17 апреля 1983 года в Ломже) — польский актёр театра и кино, режиссёр и сценарист.

## Карьера
Выпускник средней школы № 1 (ныне лицей имени Тадеуша Костюшко) в родной Ломже, факультета актёрского мастерства Академии театральных искусств имени Выспяньского в Кракове (2009) и факультета режиссуры радио и телевидения Силезского университета имени Кшиштофа Кесьлёвского в Катовице (2013). Обладатель самых престижных наград национального кинематографа — Гран-при 42-го Фестиваля польского кино в Гдыне 2017 и пяти призов Polish Film Awards 2018 за фильм «Тихая ночь» (включая награды за режиссуру и сценарий).
в 2021 году при поддержке Netflix Домалевский в соавторстве с Калиной Алябрудзиньской выпустил мини-сериал «Сексификация».